# Lomographa ochrilinea
Lomographa ochrilinea là một loài bướm đêm trong họ Geometridae.